# ジョージ・ダグラス＝ハミルトン (第10代セルカーク伯爵)
第10代セルカーク伯爵ジョージ・ナイジェル・"ジョーディ"・ダグラス=ハミルトン（英語: George Nigel "Geordie" Douglas-Hamilton, 10th Earl of Selkirk,KT GCMG GBE AFC AE PC QC、1906年1月4日 – 1994年11月24日）は、イギリスの伯爵、空軍軍人、パイロット、保守党の政治家。

## 生涯
名門ハミルトン公爵家当主の第13代ハミルトン公爵とその妻ニーナ・プアとの次男として生まれた。兄は第14代ハミルトン公爵。イートン校に学び、オックスフォード大学に進学して政治学・哲学を専攻した。クリケットの選手としても活躍し、ウィルトシャーの州代表として大会にも参加している。1935年にスコットランド弁護士会会員に選出され、1959年には王立顧問弁護士に進んだ。
大学卒業後は政界にも進出し、1935年から1940年にかけてエディンバラ市議を務めている。1940年に特別継承規定に従って、父からセルカーク伯爵位を継承、兄とともに貴族院に列した。第二次世界大戦が勃発すると、弟らとともに王立空軍に入隊した。入隊後はサー・ヒュー・ダウディング空軍大将の個人秘書や戦闘機軍団の先任情報士官として活動した。先任士官時代にはセイロン方面のドイツ戦闘機部隊に対する掃討計画の立案に携わった。爆撃機パイロットとしても活躍し、ウェリントンを駆ってビスケー湾上空でユンカースJu88爆撃機5機を撃墜する戦果を挙げている。

### 政治家として
戦後は再び政治家としての道を歩み、1951年にはウィンストン・チャーチル首相から貴族院与党幹事長を任された。続くアンソニー・イーデン内閣ではランカスター公領大臣に就任した。大臣在任中の1956年秋、かねてより来日要望のあった日本を訪問した。しかし時の鳩山一郎政権はセルカークの閣僚としての地位の低さに落胆したとされ、セルカーク自身もセルウィン・ロイド外相への手紙で「（日英親善の）目的を果たせたか確信がない。日本は重要閣僚の来日と日英親善の証を求めているが、前者はできないし、後者に至ってはイギリス世論にその気があるか疑問である」と綴った。この年、スエズ運河をめぐって第二次中東戦争が勃発した。これに対してセルカークは支持を表明したものの、内心では懐疑的であったという。やがて国際世論からの批判に耐えかねてイギリスは撤兵し、急速に求心力を失ったイーデンは首相を辞した。
その後を襲ったハロルド・マクミラン政権では、セルカークは海軍大臣となった。大臣在職中には、ルイス・マウントバッテン第一海軍卿とともにスエズ動乱後の王立海軍の戦力再編に尽力した。1959年に海相と引き換えに、在シンガポール高等弁務官および東南アジア方面事務局長に就任して1963年まで在任した。翌年にはSEATOイギリス代表にも就任した。一連の職務在職中にはアメリカ合衆国からベトナム、ラオス方面にも英軍戦力を派遣・展開するよう要請があったが、セルカークはこれに抵抗し、本国政府もこの意見に賛同している。
1963年以降は閣僚職から遠ざかり、独立ユニオニスト貴族協会会長や王立アジア協会会長を務めるなど貴族院での活動が増えた。晩年は先祖と関わりが深いカナダを歴訪して、英加関係を深めることに努めた。
1994年に88歳で死去した。セルカークには子がなかったため、セルカーク伯爵位は特別継承権に基づいて兄の次男ジェイムズ・ダグラス=ハミルトンに引き継がれた。

## 栄典

セルカーク伯爵としての紋章。

### 爵位
- 第10代セルカーク伯爵(10th Earl of Selkirk)
- 第10代ディアー＝ショートクルー卿(10th Lord Daer and Shortcleuch)

### 賞罰
- - シッスル勲章（KT）[10]
- - 聖マイケル・聖ジョージ勲章（GCMG）[1]
- - 大英帝国勲章（GBE）[1]
- - 王立空軍十字章（英語版）（AFC）[1]

### その他
- 枢密顧問官（PC）[1]
- 王立顧問弁護士（英語版）（QC）[5]

## 家族

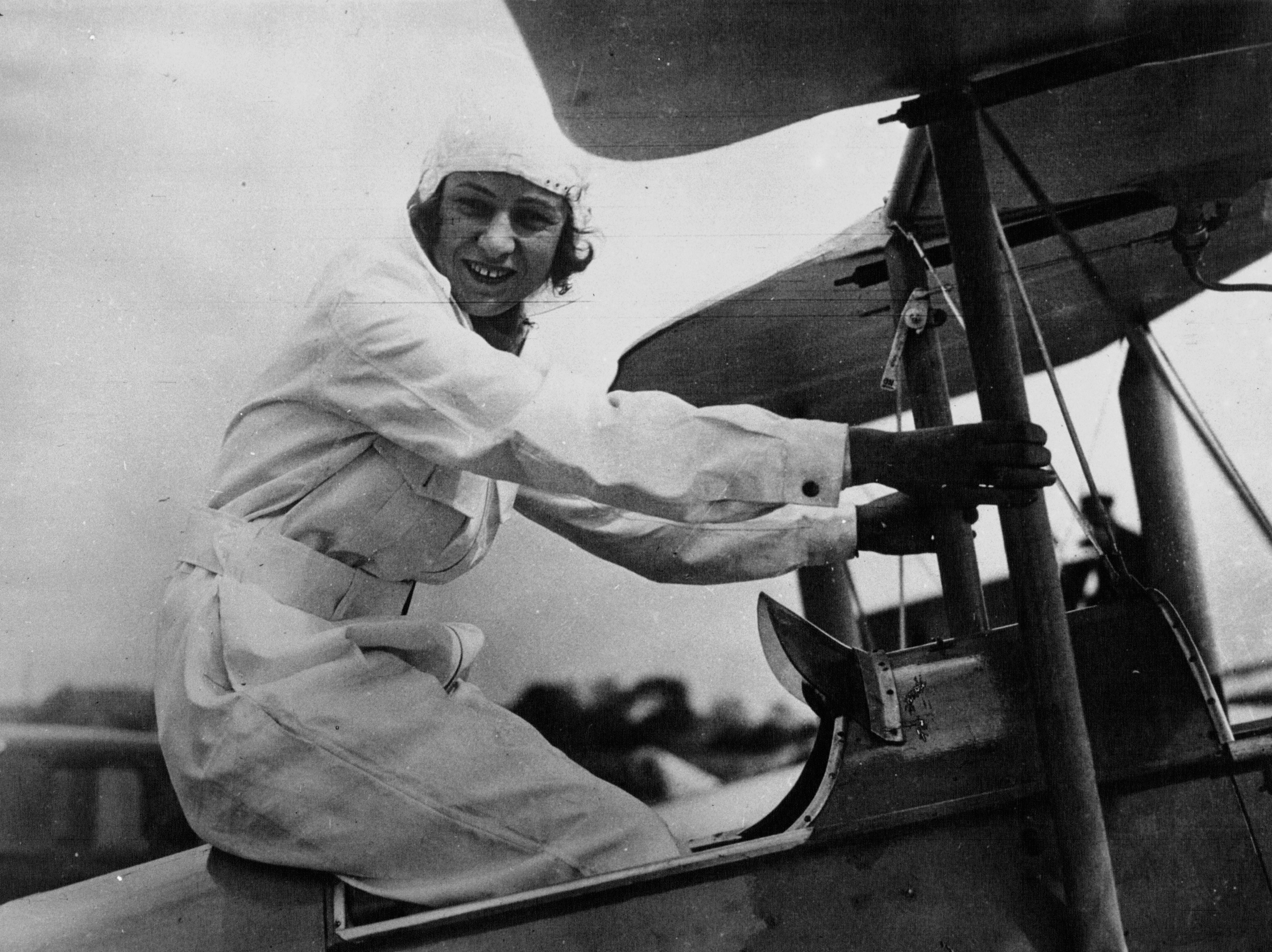
オードリー夫人、1932年。

1949年にオードリー・ ドラモンド=セール=バーカー（Audrey Drummond-Sale-Barker、1994年12月21日没）と結婚したが、夫妻に子はなかった。オードリー夫人はパイロット、アルペンスキー選手（優勝経験あり）として活躍した。